# Chennai Open 2005
Il Chennai Open 2005 è stato un torneo di tennis giocato sul cemento.
È stata l'10ª edizione del Chennai Open,
che fa parte della categoria International Series nell'ambito dell'ATP Tour 2005.
Si è giocato al SDAT Tennis Stadium di Chennai in India, dal 3 gennaio al 10 gennaio 2005.

## Campioni

### Singolare
Carlos Moyá ha battuto in finale  Paradorn Srichaphan con il punteggio di 3–6, 6–4, 7–6(5).

### Doppio
Rainer Schüttler /  Yen-Hsun Lu hanno battuto in finale  Mahesh Bhupathi /  Jonas Björkman con il punteggio di 7–5, 4–6, 7–6(4).